# Église luthérienne Saint-Marcel de Paris
Pour les articles homonymes, voir Église Saint-Marcel.
Ne doit pas être confondu avec Église Saint-Marcel de Paris.
L'église luthérienne Saint-Marcel est un lieu de culte protestant située au no 24 rue Pierre-Nicole dans le 5e arrondissement de Paris. La paroisse est membre de l'Église protestante unie de France.

## Historique
La première pierre de l’église est posée le 27 octobre 1907 et bâtie en 1908 par les architectes Jean Naville et Henri Chauquet.

## Architecture et décorations
L'orgue date de la même année et vient de la manufacture Dalstein-Haerpfer. Il a été restauré en 1999 par Mulheisen. Il comporte deux claviers de 56 notes et un pédalier de trente notes.